# Andijon
Andijon (anteriormente conocido por la transliteración del ruso Андижан, Andizhan) es la cuarta ciudad más grande de Uzbekistán y la capital de la Provincia de Andiyán. Está situada en el este del país, en el Valle de Fergana, cerca de la frontera con Kirguistán.

## Población
- 747,800 habitantes, en 2024.

## Geografía
- Altitud: 492 metros.
- Latitud: 40° 46' 59" N
- Longitud: 72° 20' 38" E

## Historia
Andijon fue una ciudad de gran importancia para la Ruta de la Seda ya que se encuentra a medio camino entre Kasgar y Juyand.
Es conocida, también, porque en ella nació Zahiruddin Babur, el fundador de la dinastía mogol en la India en 1483.